# Новосёловский сельсовет (Красноярский край)
Новосёловский сельсовет — муниципальное образование (сельское поселение) в Новосёловском районе Красноярского края.
Административный центр — село Новосёлово.

## География
Административный центр сельсовета — село Новосёлово является также районным центром.

## История
Новосёловский сельсовет наделён статусом сельского поселения в 2005 году.

## Население
| 2010 | 2012  | 2013  | 2014  | 2015  | 2016  | 2017  |
| ---- | ----- | ----- | ----- | ----- | ----- | ----- |
| 5980 | ↘5822 | ↘5785 | ↘5751 | ↘5744 | ↗5752 | ↘5691 |

## Состав сельского поселения
В состав сельского поселения входит один населённый пункт — село Новосёлово.